# Moschea di San Pietroburgo
La moschea cattedrale di San Pietroburgo (in russo Санкт-Петербургская соборная мечеть?, Sankt-Peterburgskaja sobornaja mečetʾ; in tataro Санкт-Петербург шәһәре җамигъ мәчете, Sankt-Peterburg şähäre camiğ mäçete), quando fu inaugurata nel 1913, era la più grande moschea in Europa: la sua lunghezza è di 45 metri, la sua larghezza di 32 metri, i suoi minareti raggiungono i 48 metri di altezza e l'imponente cupola i 39 metri d'altezza.
La moschea di San Pietroburgo è quasi una copia esatta del Mausoleo del Gur-Emir di Samarcanda (XV secolo), dove sono conservate le ceneri di Tamerlano, il conquistatore dell'Asia Centrale.
Al tempo la comunità musulmana dell'allora capitale russa superava gli 8,000 fedeli: la struttura della moschea fu progettata dall'architetto Nikolai Vasilyevich Vasilyev per essere in grado di accoglierne la maggior parte (circa 5,000 persone). I fedeli, durante la celebrazione delle cerimonie religiose, erano separati in base al genere: le donne stavano al primo piano,in galleria, mentre gli uomini stavano al piano terra. Secondo la Sharia infatti, in caso contrario, le donne potrebbero essere una distrazione dalla preghiera per gli uomini.
La moschea rimase chiusa ai fedeli durante il periodo che va dal 1940 al 1956 e oggi appartiene alla comunità sunnita.

## Storia
Nel 1882, Selim-Girei Tevkelev, che nel 1865 fu nominato Mufti di Orenburg, si rivolse al ministro dell'interno Dmitry Tolstoy presentando la richiesta di costruire una moschea a San Pietroburgo, richiesta che venne accolta. Solo nel 1906 il ministro permise però la creazione di un apposito comitato, presieduto da Ahun Ataulla Bayazitov, che aveva l'obiettivo di raccogliere 750.000 rubli entro 10 anni per la costruzione della moschea. Il comitato organizzò raccolte di denaro nelle città e province russe, anche attraverso lotterie e cartoline con l'immagine della futura moschea, e ricevette donazioni da innumerevoli sponsor. Il maggior donatore fu 'Said Abd al-Ahad Khan, Emiro di Bukhara, il quale si occupò di tutte le spese per l'effettiva costruzione della moschea.
Inizialmente il luogo scelto per la costruzione della moschea era un sito di proprietà dell'ingegnere Dolotsky, situato su un lato della capitale, lungo Kronversky Avenue. Successivamente ci si rese conto che però lo spazio non era sufficiente, e la posizione non era ottimale. La decisione definitiva fu quindi in favore di un sito più accessibile, lungo Kronverksky Prospekt, nel pieno centro della città: la cupola azzurra della moschea è infatti perfettamente visibile dal ponte della Trinità che attraversa la Neva. Il permesso per costruire in questo sito fu concesso dall'Imperatore Nicola II 3 luglio 1907. Quell'autunno il comitato incaricato della costruzione della moschea approvò il progetto dell'architetto Nikolai Vasilyevich Vasilyev e dell'ingegnere Stepan Krichinsky; la supervisione della costruzione fu inoltre affidata all'accademico Alexander von Hohen.
Il 16 febbraio 1910 si svolse la cerimonia della posa della pietra di fondazione. Questa data fu scelta per commemorare il 25º anno del regno di 'Said Abd al-Ahad Khan a Bukhara, in seguito al fatto che, durante il regno di Alexander III, l'Asia centrale si stava unendo alla Russia.  L'apertura della moschea fu invece programmata per l'anno 1913, per commemorare il trecentesimo anniversario della dinastia Romanov. Si tratta però solo di una data ufficiale: la finitura degli interni proseguì successivamente ancora per diversi anni, fino al 1920, quando l'edificio fu definitivamente completato.
Ahun Bayazitov presiedette la cerimonia della posa; a questa parteciparono innumerevoli ospiti illustri, appartenenti a istituzioni religiose e al governo. Tra questi, Mohammed Alim Khan, l'ambasciatore dell'Impero ottomano e della Persia, e Tevkelev, leader del partito musulmano nella Duma.
Il luogo destinato alla posa era circondato da una recinzione e su di essa era costruita una tenda a cupola, il cui lato orientale confinava con la fondazione già eretta. Lì vicino, su un tavolo, c'erano un martello d'argento, una pala, una tavola con iscrizioni russe e arabe e diversi pezzi di mattoni di marmo bianco.
Nel 1940 le autorità sovietiche vietarono di tenere cerimonie religiose all'interno della moschea, e trasformarono l'edificio in un deposito di materiale medico. Nel 1956 Sukarno, primo presidente dell'Indonesia, che si era recato a San Pietroburgo in visita, fece richiesta ufficiale che la moschea fosse restitutita alla comunità musulmana; la sua richiesta venne accolta 10 giorni dopo.
Nel 1980 la moschea fu in buona parte restaurata.

## Descrizione
Le pareti della moschea sono in granito grigio, mentre il portale, la cupola e i minareti sono interamente coperti da un mosaico di ceramica turchese, opera di Peter Vaulin; anche numerosi artigiani ed artisti provenienti da tutta l'Asia centrale presero parte ai lavori.
La facciata della moschea è caratterizzata dall'accostamento di questo mosaico turchese con decorazioni tipiche della tradizione orientale (in particolare citazioni del Corano scritte in kufi e suls).
Per illuminare meglio la sala di preghiera, data la sua posizione settentrionale, gli architetti hanno dovuto tagliare le pareti e il tamburo della cupola con numerose finestre (il che non è affatto tipico della tradizione monumentale orientale). In fondo alla sala, verso ovest, vi è la galleria dedicata alle donne.
Le colonne all'interno dell'edificio, che sostengono gli archi e le cupole della struttura, sono state costruite utilizzando marmo verde.
Il pavimento era interamente coperto da enormi tappeti tessuti da artigiani orientali. È infatti vietato entrare nelle moschee con le scarpe, che vanno lasciate nel corridoio.
Separato dalla moschea è stato costruito uno spazioso Taharat Khan (bagno, lavaggio), dove un musulmano esegue un complesso bagno rituale prima di entrare nel tempio.

## Note

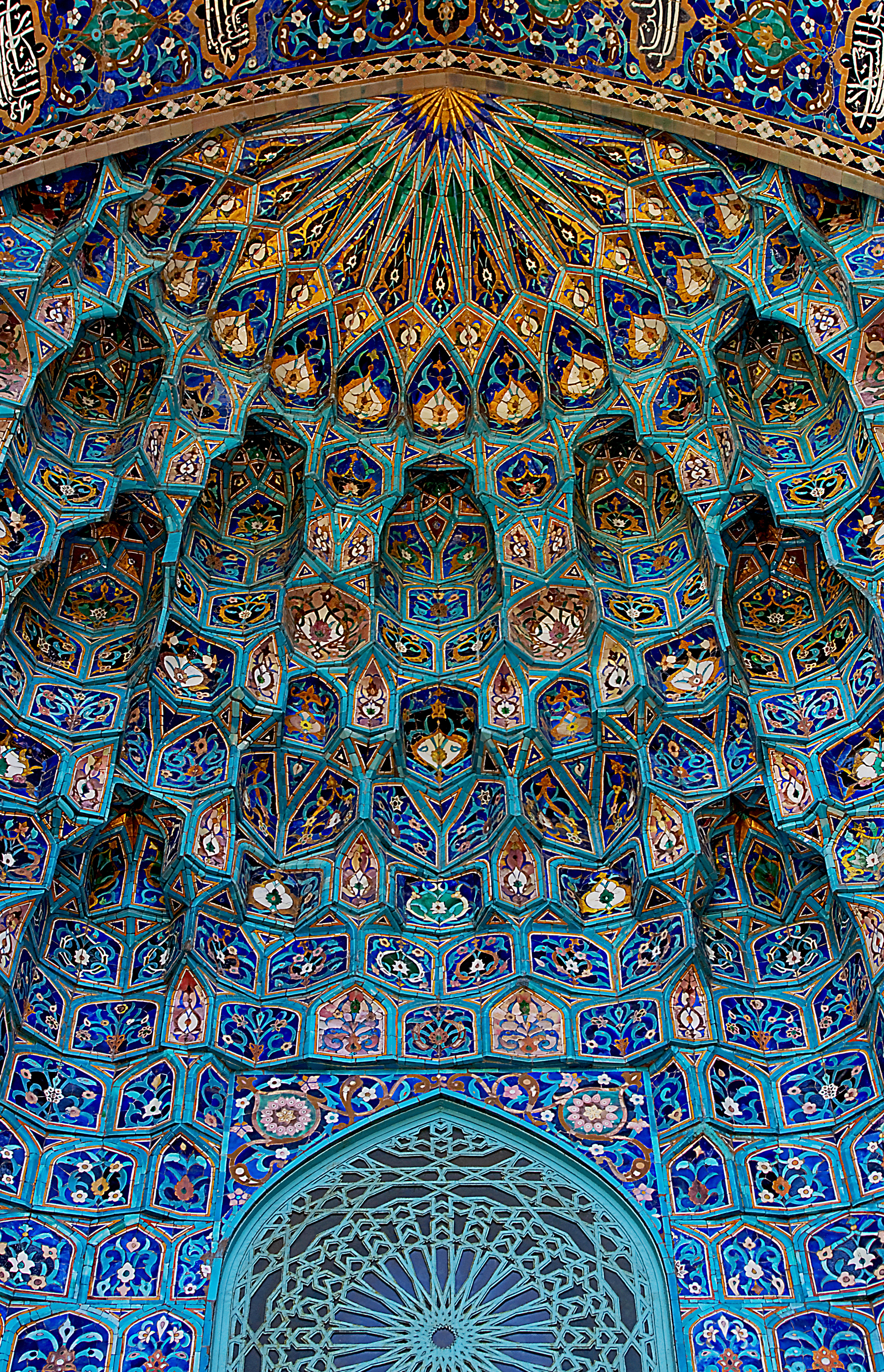
Interno di un portale